# Rusca, Hîncești
Rusca este un sat din cadrul comunei Lăpușna din raionul Hîncești, Republica Moldova.

## Demografie

### Structura etnică
Structura etnică a localității conform recensământului populației din 2004:
| Grup etnic                    | Populație | % Procentaj |
| ----------------------------- | --------- | ----------- |
| Băștinași declarați Moldoveni | 296       | 69,65%      |
| Ruși                          | 59        | 13,88%      |
| Ucraineni                     | 51        | 12,00%      |
| Țigani                        | 7         | 1,65%       |
| Găgăuzi                       | 4         | 0,94%       |
| Bulgari                       | 3         | 0,71%       |
| Evrei                         | 1         | 0,24%       |
| Polonezi                      | 1         | 0,24%       |
| Alții                         | 3         | 0,71%       |
| Total                         | 425       |             |